# Tune
Tune es una localidad situada en el municipio de Greve, en la región de Selandia (Dinamarca), con una población en 2012 de unos 5016 habitantes.
Se encuentra ubicada al suroeste de Copenhague, al este de la isla de Selandia, junto a la costa del mar Báltico.